# 早稲田佐賀中学校・高等学校
早稲田佐賀中学校・高等学校（わせださがちゅうがっこう・こうとうがっこう、Waseda Saga junior and senior high school）は、佐賀県唐津市東城内に所在し、中高一貫教育を提供する私立中学校・高等学校。

## 概略
早稲田大学の創設者大隈重信の出身地である佐賀県に、早稲田大学の「系属校」として中高一貫校を設立しようとOBや関係者らが計画、早稲田大学の創立125周年記念事業として2010年（平成22年）4月に開校した。
卒業生のうち50％（高校3年間での成績が学校指定の基準以上）が早稲田大学へ推薦入学できる。

## 沿革

### 略歴
2005年（平成17年）、早稲田大学OBや関係者が集まった「大隈記念教育財団設立発起人会」（会長：海老沢勝二）が、早稲田大学の創立者・大隈重信の出身地である佐賀県に、系列校にあたる中高一貫校を設立しようと佐賀県の唐津市や佐賀市に打診したのが始まりで、2007年（平成19年）1月、開校地は唐津市の唐津城直下の佐賀県立唐津東中学校・高等学校跡地に決定した。
なお、唐津市に決定した理由としては、
- 海に面していて自然環境が優れている。
- 福岡市からJR・地下鉄及び高速バスで約1時間半ほど。
- アジア地域に近く、国際的な交流が期待できる。

などが挙げられた。また、2004年（平成16年）に閉校した唐津市立大成小学校跡地を第二グラウンドとして使用し、取り壊しが決定した唐津総合庁舎敷地の一部を学校附設寮（八太郎館）建設地とした。
2009年（平成21年）6月に校舎リニューアル工事と称した大規模な校舎改修工事と学校附設寮建設工事（第1期）を開始。2010年（平成22年）2月に完成し、4月7日に第1回入学式を迎えた。

### 年表
- 2007年（平成19年） - 早稲田OBらが大隈記念・早稲田佐賀学院として中高一貫校設立を発表。2009年（平成21年）4月の開校を予定。
- 2008年（平成20年） - 早稲田大学系属校として早稲田佐賀中学校・高等学校の2010年（平成22年）4月開校を正式に決定。
- 2009年（平成21年） - 校舎リニューアル工事と称した既存校舎改修工事に着工。12月に学校設置認可を受ける。
- 2010年（平成22年） - 早稲田佐賀中学校・高等学校開校。第1期生が入学。
- 2017年（平成29年） - 野球部が第99回全国高等学校野球選手権大会佐賀県大会初優勝。夏の甲子園に初出場を果たしたが、初戦敗退。

## 基礎データ

### 所在地
- 佐賀県唐津市東城内7番1号（中学校・高等学校および学校法人所在地）
- 佐賀県唐津市富士見町12番1号（第2グラウンド所在地）
- 佐賀県唐津市坊主町433-5（学校附設寮所在地）

### 交通アクセス
- 唐津駅（徒歩15分またはスクールバス）
- 福岡市内より高速バス「からつ号」のうち2便が唐津城入口行きとして運行されている。
- 昭和バス「唐津城入口」バス停（市内線のからワンラインのみ）

### 校章
早大の校章をベースに稲穂の根元に唐津市の市花である（藤）をあしらったデザイン。一般公募の結果、福岡県在住の女性の作品が選ばれた。

### 制服
中学高校ともに男子は学生服、女子はブレザーである。中高共にデザインは同じだが、校章と女子のリボンは高校が赤、中学が青色となっている。

### 校歌
「都の西北」を校歌としている。

## 入試
- 1月実施の中学入試は、募集人員が120名、国語、算数、社会、理科で合否が判定される。

- 1月実施の高校入試は、募集人員が120名、国語、数学、英語、社会、理科で合否が判定される。

## 不祥事
- 2022年6月、日本学生野球協会は都内で審査室会議を開き、早稲田佐賀高等学校の野球部副部長に対し、部内での危険行為と暴言により、3カ月の謹慎処分を決めた[1][2]。